# مرسيا

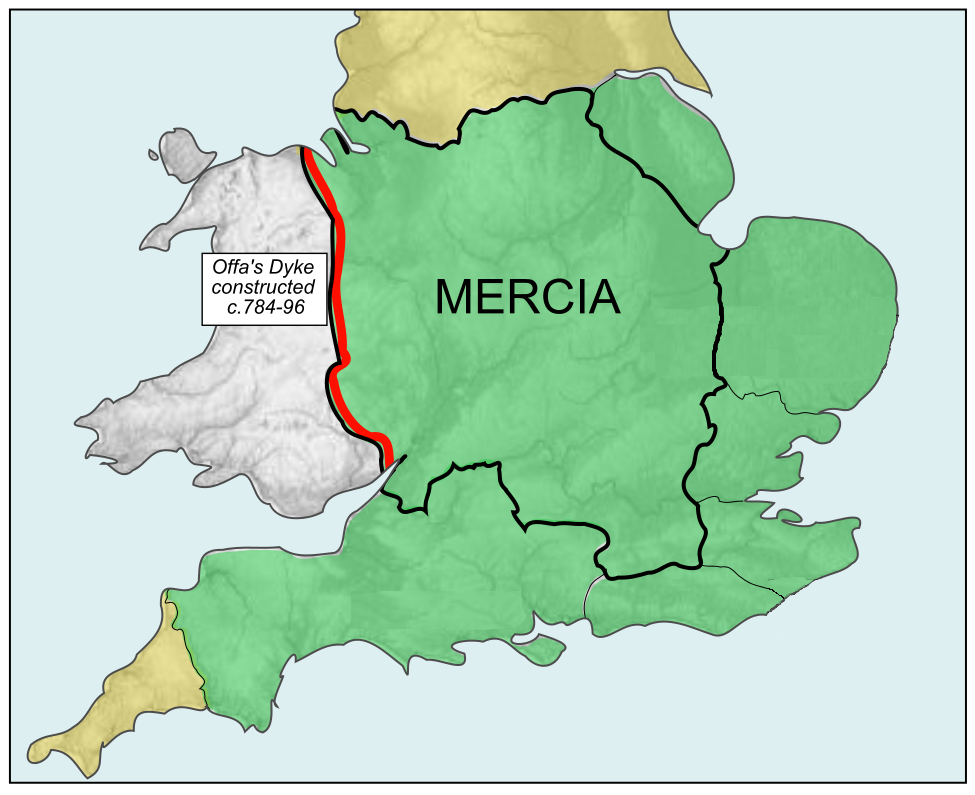
مملكة مرسيا

الممالك البريطانية في القرن الثامن الميلادي، وتظهر مرسيا في الوسط

مرسيا (بالإنجليزية: Mercia، بالإنجليزية القديمة: Miercna rīce؛ باللاتينية: Merciorum regnum)‏ هي مملكة قديمة كانت تقع في وسط إنجلترا، وكانت واحدة من الممالك السبعة الأنجلوسكسونية. الاسم هو تحريف لاتيني من الكلمة الإنجليزية القديمة Mierce أو Myrce، بمعنى «أهل الحدود» (وهي تشابه أصل كلمة مارش).
تمركزت المملكة على وادي نهر ترينت وروافده، في المنطقة المعروفة الآن باسم ميدلاندز الإنجليزية. لم تكن لها عاصمة واحدة، إذ كانت العاصمة وقتها هي مسكن الملك في أي وقت. في بداياتها، كانت ريبتون هي موقع الملك، ووفقًا للسجلات الأنجلو سكسونية، فقد انطلق الجيش الوثني العظيم (الفايكينغ) من ربتون في عام 873-4 وأطاح بملك مرسيا. ويظهر أن أوفا فضلت مدينة تامورث في وقت سابق، حيث توج هناك وأمضى العديد من أعياد الميلاد.
بين عامي 600 و 900، ضمت المملكة أراضي واسعة ونالت طاعة خمسة من الممالك الستة الأخرى (أنجليا الشرقية، إسكس، كينت، ساسكس، ويسيكس)، وهيمنت على جنوب نهر هامبر، وعرفت هذه الفترة باسم الهيمنة المرسية. يُعرف عهد الملك أوفا بأنه «العصر الذهبي لميرسيا»، وأشهر ما تركه كان الخندق الذي رسم الحدود بين مرسيا والممالك الويلزية.
كانت مرسيا مملكة وثنية؛ وتنصرت في عهد الملك بيدا حوالي العام 656، وترسخت المسيحية في المملكة بحلول أواخر القرن السابع. تأسست أبرشية مرسيا في عام 656، وكان أول أسقف يدعى ديوما ومقره في ريبتون. في عام 669، بعد 13 سنة، قام الأسقف الخامس، القديس تشاد، بنقل الأسقفية إلى ليشفيلد، حيث بقيت مقرّها منذ ذلك الحين. في عام 691، أصبحت أبرشية مرسيا تدعى أبرشية ليشفيلد. وكانت أسقفية كبرى لفترة قصيرة بين عامي 787 و 799. الأسقف الحالي، مايكل إيبجريف، فهو الأسقف التاسع والتسعين منذ تأسيس الأبرشية.
في نهاية القرن التاسع، في أعقاب غزوات الفايكنج وجيشهم الوثني العظي، تم ضم أغلب أراضي المرسيين السابقة في المنطقة الدانمركية، والتي ضمت في أوجها لندن وأنجليا الشرقية وأغلب شمال إنكلترا.
توفي آخر ملوك مرسيا، كولوولف الثاني، في عام 879 ميلادي. وظهر أن المملكة قد فقدت استقلالها السياسي. في البداية، كان يحكمها لورد أو زعيم تحت حكم ألفريد العظيم، الذي صنف نفسه «ملك الأنجلو ساكسون». استقلت المملكة لفترة قصيرة من في منتصف القرن العاشر، ومرة أخرى لفترة وجيزة في عام 1016؛ ومع ذلك، كان ينظر إليها في هذا الوقت على أنها مقاطعة داخل المملكة المتحدة، وليست مملكة مستقلة.
لا يزال اسم مرسبا يستخدم كاسمي جغرافي، وتستخدم مجموعة واسعة من المنظمات، بما في ذلك الوحدات العسكرية والهيئات العامة والتجارية والطوعية.

## حدود المملكة
يظهر أن المملكة الأصلية وقعت في حوض نهر ترينت الأعلى، ويشمل الجزء الأعظم من ديربيشير وستافوردشاير، الأجزاء الشمالية من وارويكشاير وليسسترشاير، والجزء الجنوبي من نوتنجهامشاير. الاسم ميركه (Merce) يبدو أنه دل على الناس الذين سكنوا المستنقعات، ومن المحتمل أن الاسم أتى في البداية عندما جاورت هذه المنطقة بلاد الويلزيين. في الأزمنة اللاحقة احتلت مرسيا تدريجيا كل الأراضي الأخرى بين نهري همبر التيمز ماعدا أنجليا الشرقية، وبعض المناطق ما بعد التيمز.

## التاريخ

### الأصل
أصل المملكة غامض. وطبقا لفيليكس في كتابه حياة سان غوثلاك (نسخة أنجلوسكسونية) فالعائلة المالكة تدعى إكلينغا Iclinga، ويحتمل أن سلفهم إيكل كان مؤسس المملكة، لكن لا شيء معروف منه. والعائلة تزعم نسبها لملوك الإنجليز القدماء (مثل أوفا وويرموند). الملك الميرسي الأول الذي وصلنا سجل عنه كان يدعى كيارل، الذي حكم على الأغلب في بداية القرن السابع، وبنى قلعة في تامورث التي أصبحت مقر ملوك مرسيا. تزوجت ابنته كونبورغ من إدوين ملك ديرا. وكانت مرسيا خاضعة لسيادة نورثمبريا أثناء عهد إدوين، ومن المحتمل أنها المطقة حُكمت من قبل أمراء عائلته المالكة الخاصة.

### حكم بيندا
قد يؤرخ ظهورها البارز الأول في التاريخ الإنجليزي إلى سنة 633، عندما انضم أمير مرسيا بيندا إلى الملك الويلزي كيدوالا في إسقاط إدوين ملك نورثمبريا. وطبقا للسجلات السكسونية بدأ بيندا الحكم في عام 626، وقاتل ضد السكسونيين الغربيين (وسكس) في سايرنسستر عام 628. في قوائم الملوك المرسيين يظهر أنه حكم واحدا وعشرين سنة، وسُجل عام 634 كتاريخ بداية حكمه، بما أن موته حدث في عام 654 أو 655، من المفترض أن هذا حدث عند سقوط إدوين أو كيدوالا. أثناء عهد أوزوالد ملك نورثمبريا، وحكم بيندا البلاد تحت هيمنة ذلك الملك. وفي عام 642 قتل أوزوالد من قبل بيندا في معركة في مكان يدعى مازرفلد والذي لم يحدد مكانه الفعلي بدقة.
أثناء الجزء الأول لعهد أوزوي ملك نورثمبريا تم غزو مملكته مرارا ودمرت من قبل المرسيين، وفي إحدى المناسبات (قبل 651) حاصر بيندا واقترب من أسر القلعة الملكية النورثمبرية في بامبورو. وفي نفس الوقت وسع نفوذه في الجهات الأخرى، وطرد كونوال من عرشه في وسكس عندما طلق أخت بيندا، في هذا الوقت تقريبا أقرب كل الممالك الإنجليزية بسيادته. ومملكة أنجليا الوسطى التي يظهر أن ضمت مقاطعات نورثهامبتون وروتلاند وهنتينغدون، وأجزاء من بدفورد شاير وكامبريدجشاير وليستيرشاير ولينكونشاير شكلت إمارة تابعة تحت حكم إبنه بيدا.
في هذا الوقت أيضا يظهر انه احتل الأراضي التي تقابل المقاطعات الحديثة لتشيشاير وشروبشاير وهيرفوردشاير. مجموعة أخرى من هذه المقاطعات قيل بأنها كانت لاحقا تحت حكم الابن الآخر لبيندا المدعو ميروالد. في عام 654 أو 655 غزا بيندا إقليم نورثمبريا ثانية مع جيش ضخم قسم إلى ثلاثين فيلقا كل منهم تحت إمرة أمير ملكي، بينهم أثلهير ملك أنكليا الشرقية، مع عدة ملوك ويلزيين. وهزم بيندا وقتل من قبل أوزوي قرب نهر يدعى ويندواد. فوقعت مرسيا ثانية تحت حكم نورثمبريا.

#### أبناء بيندا
سمح لبيدا أكبر أبناء بيندا بحكم الجزء الواقع جنوب نهر ترينت، بينما أصبح شمال مرسيا تحت سيطرة نورثمبريا. وبالرغم من أن بيندا لم يمنع التبشيريات المسيحية فقد بقى وثنيا حتى نهاية حياته. وتلى موته انتقال مملكته إلى المسيحية. اعتنق بيدا الديانة الجديدة عند زواجه مع ابنة أوزوي، وتحته حكمه أسست أول أسقفية في مرسيا. بعد ذلك بقليل قتل بيدا؛ لكن في عام 658 ارتفعت مرتبة مرسيا تحت حكم أخيه الأصغر وولفهير وأزاح السيادة النورثمبرية عن المملكة.
بدا أن وولفهير كان حاكما نشيطا، حيث مد قوة مرسيا بقدر ما وصلت إليه في أيام أبيه وأكثر. وطبقا للسجلات فقد غزا وسكس حتى آشداون في بيركشاير في سنة 661. في نفس الوقت فتح جزيرة وايت والتي أعطاها لأثلوال ملك سوسكس. بين السنوات 664 و665 هزم من قبل إغفريث ملك نورثمبريا وكان لا بد له أن يتخلى عن ليندساي. وفي عام 675 تقاتل ثانية مع السكسون الغربيين تحت إمرة أشوين، ومات بعد ذلك بقليل.
أخوه إثيلريد الذي خلفه، غزا كنت في السنة التالية، وفي عام 679 قاتل في معركة على نهر ترينت ضد إغفريث، واستعاد إثلرد بعدها ليندساي. بعد هذا لا نسمع الكثير عن تدخلات مرسيا في شؤون الممالك الأخرى لفترة؛ ومنذ ذلك الوقت كان من الواضح أن أثناء السنوات الخمسة عشر الأخيرة للقرن السابع اشتركت ويسيكس وإسيكس وسوسكس في النزاعات، ويبدو أن الملك المرسي فقد سيطرته بعض الشيء على جنوب إنجلترا.
في عام 704 ترك إثيلريد التاج وأصبح راهبا، وترك مملكته إلى كونرد ابن أخيه وولفهير. ثم تنازل كونرد بعد خمس سنوات أيضا وذهب إلى روما. وخلفه كولرد ابن إثيلريد الذي قاتل ضد الملك السكسون الغربيين اينه في عام 715. وعند موته في السنة التالية خلفه أثلبالد وهو قريب بعيد، وتحت حكمه أعيدت سيادة الدولة بالكامل على كل المملكة جنوب نهر همبر وحكم لواحد وأربعين سنة. بعد قتله في عام 757 خلفه بورنرد على عرش مرسيا لفترة قصيرة

### حكم أوفا
طرد بيورنرد في نفس السنة من قبل أوفا الذي أعاد قوة مرسيا التي يبدو أن عانت من بعض الضعف أثناء السنوات الأخيرة لإثلبالد. وكانت سياسته على ما يبدو القضاء على الممالك التابعة. ويظهر أنه في عهده انتهت سلالات كنت وسوسكس وويكا، أو تركوا الألقاب الملكية. في عام 787 شاركه ابنه إغفريث في حكم المملكة، وبعد موته (796) حكم إغفريث لوحده بضعة شهور.

### ما بعد أوفا
عند موت إغفريث ذهب العرش إلى كونوولف سليل بيبا والد بيندا. وفي عام 821 خلف كولوولف أخاه كونوولف، الذي حرم من العرش في عام 823، وخلفه بورنوولف، وفي عام 825 هزم بورنوولف من قبل إغبرت ملك ويسيكس، وفي نفس السنة أطاح به الإنجليز الشرقيون وقتلوه. وانتقت السيادة بعدها إلى ويسكس.
في 827 قتل لوديكا وريث بورنوولف في المعركة مع خمسة من إيرلاته. وويغلاف الذي خلفه طرد بعد سنتين من قبل إغبرت، ولكن استعاد العرش في السنة التالية. وكان موته على الأغلب في عام 839، وخلفه بيرتوولف الذي حكم حتى عام 852. وتحت حكم هؤلاء الملوك اللاحقين امتدت مرسيا من نهر همبر إلى التايمز بما في ذلك لندن، ومع ذلك فقد بقيت أنجليا الشرقية مستقلة، والجزء من إسيكس الذي يقابل المقاطعة الحديثة بنقس الاسم ضُم إلى وسكس بعد عام 825. في عام 852 تولى بورغرد عرش المملكة خلفا لبيرتوولف، من تزوج أثيلسويلث ابنة أثلوولف، ويظهر بأن قوته كانت تقريبا معتمدة على السكسون الغربيين. وفي عام 853 أخضع شمال ويلز بمساعدة أثلوولف ملك وسكس.

### غزو الفايكنغ
في عام 868 دعا بورغرد ملك السكسون الغربيين إثيلريد مجددا ليساعده ضد الدنماركيين تحت إمرة أبناء لوبروك، الذين غزوا مرسيا في هذا الوقت بعد إسقاطهم النورثمبريين في يورك. ولم تحدث أي معركة وعقد الميرسيون سلاما مع الدنماركيين. وفي عام 872 احتل الدنماركيون لندن عند عودتهم من غزو وسكس وأقيمت بعدها هدنة ثانية.
في عام 873 عسكر الدنماركيون في توركسي في لينكونشاير، وبالرغم من عقدهم هدنة أخرى فقد تقدموا في السنة التالية إلى ريبتون، وطرد بورغرد من المملكة وذهب إلى روما حيث بقي هناك حتى موته. وفي عام 874 تم تنصيب كولوولف الذي كان بارون الملك من قبل الدنماركيين ملكا على البلاد وأقر بسيادتهم. وفي عام 877 بعد الاحتلال الثاني لوسكس وضع الدنماركيون أيديهم على الجزء الشرقي من مرسيا. ومن غير المعروف متى حكم كولوولف الجزء الغربي. وحوالي سنة 884 أقر الإيرل إثيلريد بسيادة ألفريد، وفي فترة حوالي السنة 887 تزوج ابنة ألفرد والمدعوة أثلفلاد. ويظهر أن الزوجان كانت لديهما سلطة ملكية ولو لم يكن لديهم ألقاب.
في عام 886 أعيدت لندن إلى إثيلريد والتي كانت قد استعادها من قبل ألفريد من الدنماركيين. وخلال الغزوات أعوام 893 – 897 اجتاح الدنماركيين مرسيا الغربية الواقعة تحت الحكم الإنجليزي عدة مرات؛ لكن في أواخر هذه السنوات طردوا بفضل الجهود الموحدة لألفريد وإثيلرد، عدا مناطق واتلينغ ستريت وأوس ولي، حيث بقيت تشكل الحدود بين مرسيا والمملكة الدانماركية في أنحليا الشرقية حتى موت إثيلريد، بين أعوام 910 و912. واصلت إثلفلاد ترأس الحكومة وبنت عددا من القلاع، ونجحت في طرد الدنماركيين من دربي وليسستر بالسنة 917 – 918 بالاشتراك مع أخيها الملك إدوارد الشيخ. وبعد موتها سنة 918 حُرمت ابنتها ألفوين من العرش من قبل إدوارد، وضمت مرسيا إلى وسكس.

### الإيرلية
من هذا الوقت فصاعدا انتهى وجودها كمملكة مستقلة، مع ذلك فأثناء السنوات الأخيرة لعهد إدويغ نصب المرسيون والنورثمبريون إدغار كملك عليهم. في القرن الأخير للعصر السكسوني احتل إيرل مرسيا موقعا شبه ملكي. ومن أهم هؤلاء كانوا ألفهير تحت حكم إدغار وإدوارد وإثيلريد، وإدريك تحت حكم الملك الأخير ذكره، ولوفريك تحت إمرة الملوك الدانماركيين.